# سانتا إلينا
بلدية سانتا إلينا (بالإسبانية: Santa Elena) هي بلدية تقع في مقاطعة خاين التابعة لمنطقة أندلوسيا جنوب إسبانيا.

## الديموغرافيا
بلغ عدد سكان بلدية سانتا إلينا 996 نسمة عام 2011 (وفقاً للمعهد الوطني للإحصاء الإسباني).
| 1.077 | 1.020 | 1.042 | 1.008 | 1.005 | 1.032 | 996 |